# Luchthaven Ngurah Rai

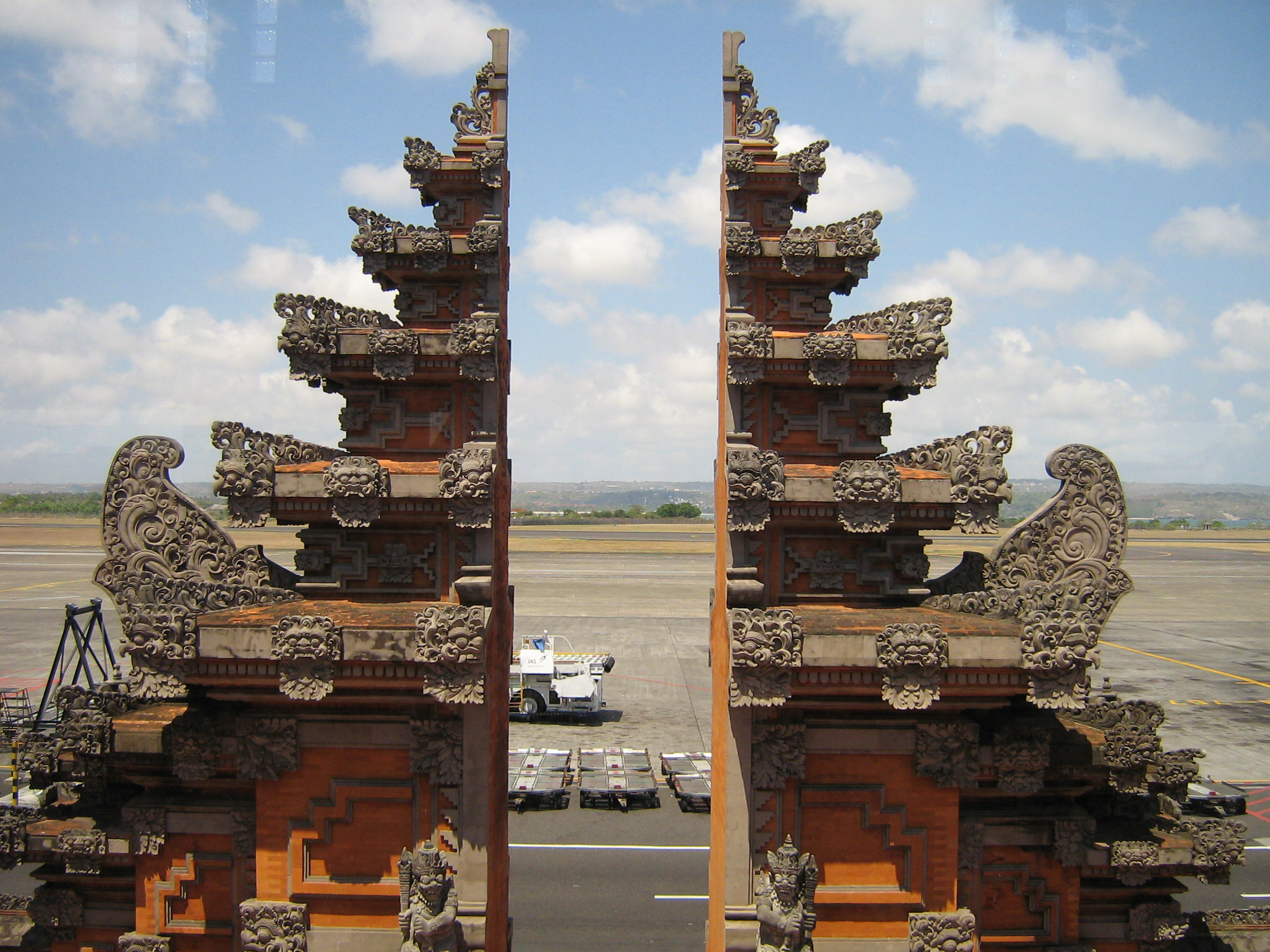
Ngurah Rai

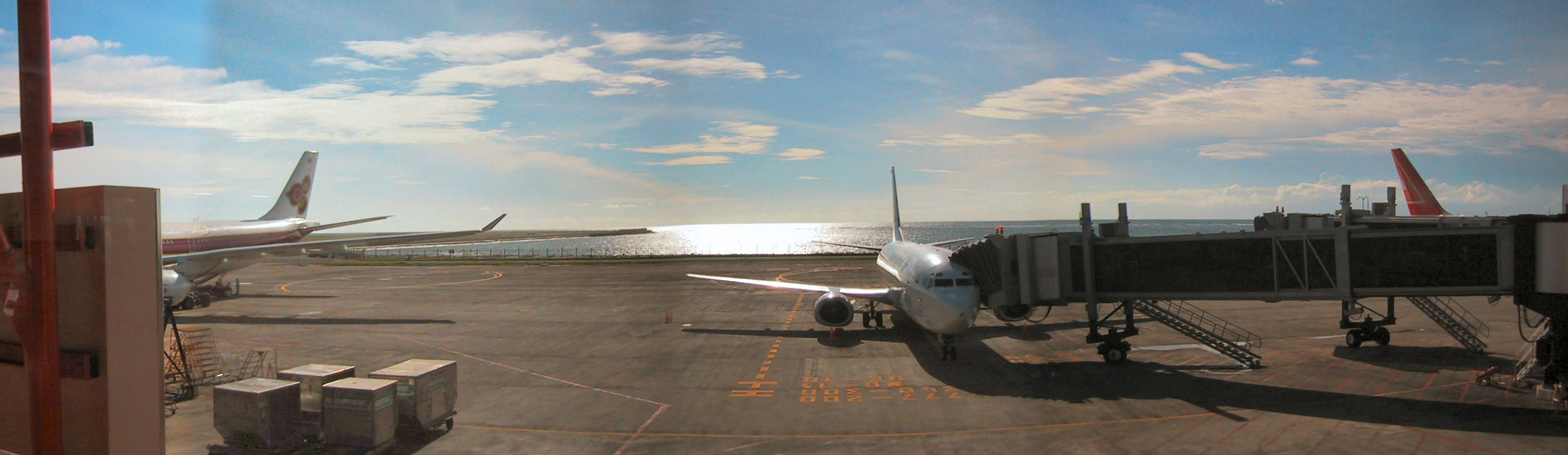
Het platform in 2002

Luchthaven Ngurah Rai (Indonesisch: Bandara Internasional Ngurah Rai) is een internationale luchthaven die het Indonesische eiland Bali bedient. De luchthaven ligt op ongeveer 15 kilometer ten zuiden van de stad Denpasar. De luchthaven ligt 2,5 kilometer ten zuiden van de populaire badplaats voor toeristen Kuta.
De luchthaven is, na Jakarta's Soekarno-Hatta, de tweede belangrijkste luchthaven van Indonesië.
De luchthaven heeft 1 start- en landingsbaan met een lengte van 2984 m. Deze baan is in 1992 verlengd vanaf 2700 meter; tegelijkertijd werd een nieuwe aankomst- en vertrekhal gebouwd. Het vliegveld bestaat sinds 1931.
De luchthaven is vernoemd naar de Balinese verzetsstrijder I Gusti Ngurah Rai die in 1946 in de strijd tegen de Nederlanders is gesneuveld.
Vanwege de populariteit van Bali en de onmogelijkheid om de baan uit te breiden waren er plannen om een nieuwe luchthaven te bouwen op het eiland; deze plannen zijn voorlopig bevroren, want in de periode 2009-2011 werd er een grote aankomst- en vertrekhal gebouwd van 100.000 vierkante meter en de bestaande hal van 56.000 vierkante meter werd gerenoveerd.
De meest voorname gebruikers van de luchthaven zijn Garuda Indonesia, AirAsia en Lion Air. Daarnaast onderhouden ook vele buitenlandse luchtvaartmaatschappijen een lijndienst met Luchthaven Ngurah Rai, dit zijn onder andere KLM (via Singapore), Cathay Pacific, Japan Airlines, Singapore Airlines, Thai Airways International en Emirates (waarvan 1 vlucht per dag een lijndienst naar Auckland met tussenstop op Denpasar).